# Макдональд, Скотт
Скотт Ду́глас Макдо́нальд (англ. Scott Douglas McDonald; род. 21 августа 1983[…], Мельбурн) — австралийский футболист, игравший на позиции нападающего. Выступал за сборную Австралии. Серебряный призёр Кубка Азии 2011 года. Ныне главный тренер клуба «Голд-Кост Найтс».

## Клубная карьера

### Ранняя карьера
Карьера Макдональда началась в австралийском клубе «Доветон». В 1995 году Скотт перебрался в юниорский состав команды «Крэнбурн Кометс».
В 1998 году Макдональд подписал свой первый профессиональный контракт с «кометами», и практически сразу был отдан в клуб австралийской Национальной Футбольной Лиги, «Джиппслэнд Фэлконс». Дебютировав в составе «соколов» в возрасте 14 лет, Скотт стал самым молодым футболистом выходившим на поле в истории лиги.
В 2000 году австралиец подписал стажёрский контракт с английским «Саутгемптоном». За «святых» Скотт провёл лишь две игры, выходя оба раза на замену. В 2002 году Макдональд был отдан по арендному соглашению в клуб «Хаддерсфилд Таун». Здесь футболист вновь получил игровую практику — в 13 матчах он забил один гол (в ворота «Транмир Роверс»). Следующие два года Скотт провёл опять в аренде, на этот раз в другой английской команде — «Борнмуте», за который он отыграл семь матчей, забив лишь однажды, поразив ворота «Шрусбери Таун». По истечении контракта с «Саутгемптоном» Макдональд заключил месячное соглашение с клубом «Уимблдон».

### «Мотеруэлл»
Зимой 2004 года Макдональд был на просмотре в «Данди», однако переход в стан «сине-белых» сорвался.
В итоге спустя некоторое время австралиец всё же перебрался в Шотландию. Новой командой Макдональда стал «Мотеруэлл».
Старт Скотта в составе «сталеваров» получился слабым — несмотря на впечатляющую игру, за вторую половину сезона 2003/04 он забил всего лишь однажды. Следующий футбольный год стал для Макдональда более удачным — в 27 матчах чемпионата Шотландии австралиец поразил ворота соперников 15 раз. В последнем туре этого сезона «Мотеруэлл» встречался с будущей командой Скотта — глазговским «Селтиком», которому для завоевания чемпионского титула достаточно было не проиграть «оранжево-красным». И «кельты» почти добились желаемого результата — после точного удара Криса Саттона на 22-й минуте игры они удерживали своё преимущество вплоть до самой концовки матча. Но Макдональд, дважды поразив ворота «Селтика» на 88-й и 90-й минутах поединка, «похоронил» надежды глазговцев — чемпионами Шотландии в итоге стали заклятые враги «кельтов» из «Рейнджерс».
За следующие два сезона Скотт забил 26 мячей в 67 матчах. Его гол в ворота «Фалкирка» в матче, который состоялся 25 ноября 2006 года, стал 5000-м в истории Шотландской премьер-лиги.
В январе 2007 года «Мотеруэлл» отверг 400 тысяч фунтов стерлингов, предложенные «Рейнджерс» за Макдональда. А в марте этого же года стало известно, что по окончании сезона 2006/07 Скотт пополнит ряды другой команды из Глазго — «Селтика». Сумма отступных, заплаченная «кельтами» за австралийца, составила 700 тысяч фунтов стерлингов.
В декабре 2007 года Макдональд был признан лучшим игроком прошедшего сезона по версии BBC.
Всего за «Мотеруэлл» Скотт провёл 108 матчей, забил 42 гола.

### «Селтик»
Дебют австралийца в «Селтике» состоялся 15 августа 2007 года, когда в рамках третьего квалификационного раунда Лиги чемпионов 2007/08 «кельты» играли гостевой матч против московского «Спартака» на стадионе «Лужники». Встреча закончилась с ничейным результатом 1:1, в голе шотландцев поучаствовал Макдональд, который выдал голевой пас на своего партнёра по команде, Пола Хартли. В ответном матче против российской команды, проходившем на «Селтик Парк», состоялся первый гол Скотта за «бело-зелёных» — воспользовавшись неудачными действиями защитника «Спартака» Романа Шишкина, австралиец опередил голкипера москвичей Стипе Плетикосу и послал мяч в сетку ворот. Спустя несколько дней Макдональд открыл счёт своим мячами за «кельтов» в шотландской Премьер-лиге в матче своей команды против «Сент-Миррена», ассистентом Скотту выступил Гэри Колдуэлл. 3 октября австралиец на 90-й минуте встречи «Селтик» — «Милан» принёс победу «бело-зелёным» в поединке Лиги чемпионов, который закончился со счётом 2:1. Через 4 дня Скотт вновь забил мяч на последней минуте игры — на этот раз «кельты» встречались с «Гретной», и опять этот гол стал победным.
16 апреля 2008 года Макдональд сделал голевую передачу нидерландскому форварду «Селтика» Веннегор оф Хесселинку в матче дерби «Старой фирмы», где «бело-зелёные» встречались с «Рейнджерс». Гол нидерландца позволил «кельтам» праздновать победу в этом матче. Также, набрав три очка «бело-зелёные» вплотную приблизились к «рейнджерам» в турнирной таблице. 27 апреля состоялся решающий матч между глазговскими командами, где по сути разыгрывалось «золото» сезона 2007/08. В тяжелейшей борьбе победил «Селтик» — 3:2, а самый весомый вклад в успех своей команды внёс Макдональд, сделавший «дубль» в этом поединке.
По итогам футбольного года Скотт был номинирован на звание «Лучшего игрока сезона». В свой первый сезон в составе «Селтика» австралиец в 36 играх национального первенства забил 25 мячей, став лучшим бомбардиром чемпионата Шотландии 2007/08. Он опередил тем самым ближайшего «конкурента» по голеадорской гонке, своего партнёра по команде, Яна Веннегора оф Хесселинка, на 10 голов. В этом же сезоне Макдональду удались два «хет-трика» — в матчах с «Данди Юнайтед» и «Мотеруэллом». Всего за этот футбольный год австралиец 31 раз поражал ворота соперников.

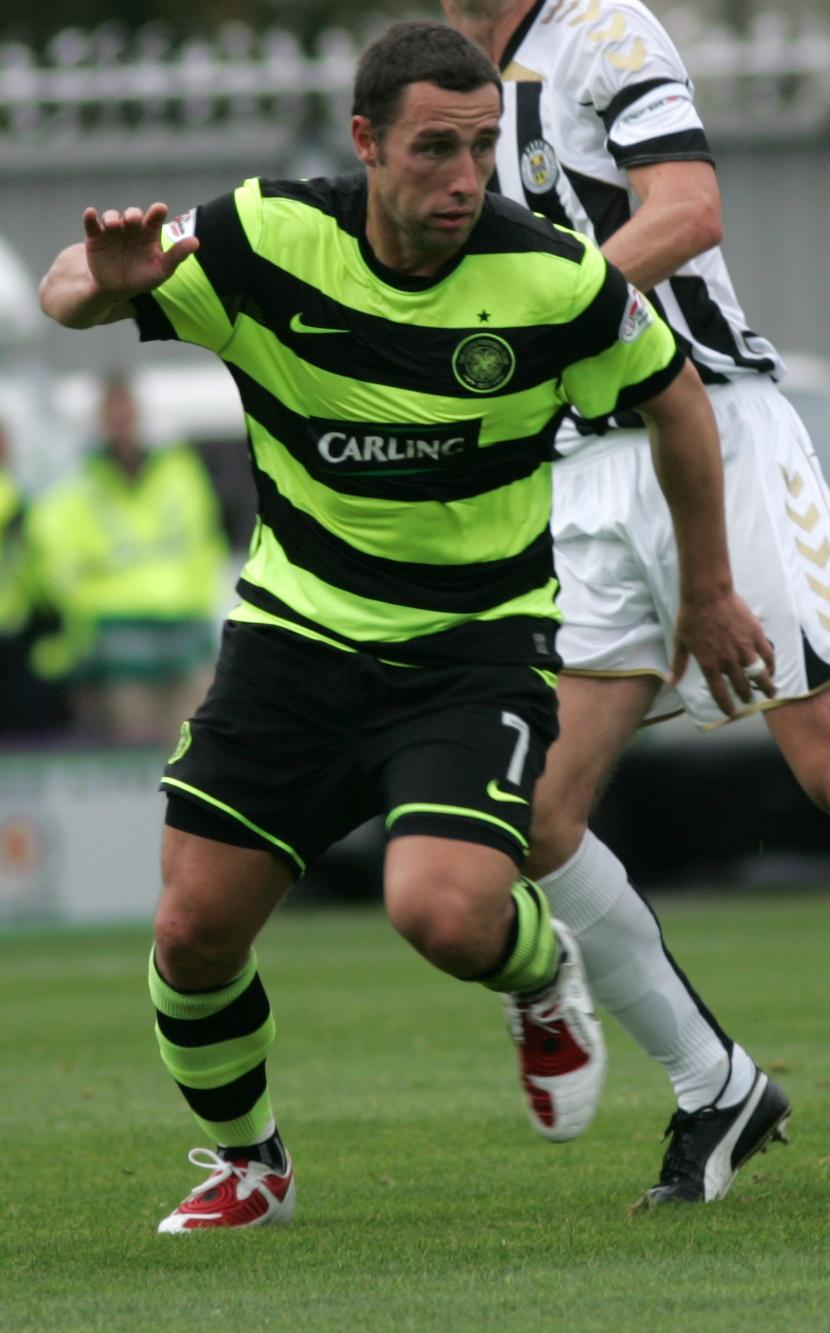
26 сентября 2009. Скотт Макдональд в матче «Сент-Миррен» — «Селтик»

17 июня 2008 года Скотт продлил контракт с «Селтиком», подписав новое пятилетнее соглашение с «кельтами».
Перед началом сезона 2008/09 Макдональд сменил свой игровой номер «27» на «семёрку». Счёт своим голам в новом футбольном году австралиец открыл 13 сентября 2008 года в третьем туре чемпионата страны, забив мяч в ворота «Мотеруэлла». 5 ноября этого же года в матче Лиги чемпионов между «Селтиком» и «Манчестер Юнайтед» Скотт забил один из самых красивых голов в своей карьере — на 13-й минуте игры он ударом-«парашютом» перекинул мяч через далеко вышедшего из своих ворот голкипера манкунианцев Бена Фостера. Сам поединок закончился вничью — 1:1. Через три дня Макдональд вновь огорчил своих бывших одноклубников из «Мотеруэлла», поразив ворота «сталеваров» в матче, в котором «кельты» выиграли в итоге 2:0. 27 декабря точный удар Скотта принёс «бело-зелёным» победу с минимальным счётом в дерби «Старой фирмы».
27 января 2009 года в полуфинале Кубка Лиги «Селтик» встречался с «Данди Юнайтед». Основное и дополнительное время матча закончилось без голевой ничьей. В серии пенальти Макдональд был вынужден дважды исполнять одиннадцатиметровые удары, и оба они оказались точны. «Кельты» смогли выиграть эту драматичную серию, окончательный счёт — 11:10. В финале турнира «Селтик» играл с «Рейнджерс» и победил 2:0. Это означало, что австралиец выиграл свой первый кубковый трофей с «бело-зелёными».
2 мая, забив два гола в ворота «Абердина», Макдональд достиг отметки в 50 голов за «Селтик».
3 июля Скотт впервые надел капитанскую повязку глазговцев в предсезонном матче «кельтов» против «Брисбен Роар». Произошло это вследствие травмы бывшего капитаном в то время Стивена Макмануса и отъезда из клуба вице-капитана Яна Веннегора оф Хесселинка. 5 августа, забив мяч в игре квалификационного раунда Лиги чемпионов «Селтик»—«Динамо» (Москва), австралиец помог своему клубу пройти в следующий этап главного клубного турнира Европы. 5 декабря в матче против «Абердина» Макдональд в 50-й раз отличился в национальном шотландском чемпионате.
Менее чем за три года, проведённых в «Селтике» Скотт забил 64 гола.

### «Мидлсбро»
7 января 2010 года в прессе появились сообщения о том, что руководство «кельтов» отвергло предложение представителя английской премьер-лиги клуба «Уиган» по переходу Макдональда в ряды «Атлетик». Тем не менее 1 февраля, в последний день трансферного окна, пресс-служба «Селтика» объявило о том, что австралийский нападающий пополнил ряды «Мидлсбро», который заплатил «бело-зелёным» за Скотта 3,5 миллиона фунтов стерлингов. Это означало, что Макдональд будет вновь играть под руководством Гордона Стракана, с которым футболист работал в «Саутгемптоне» и «Селтике». Также Скотт стал пятым футболистом «кельтов», перешедшим в «Боро» в зимнее трансферное окно 2010 года — ранее красно-белые футболки английского клуба надели Вилло Флад, Барри Робсон, Крис Киллен и Стивен Макманус.
9 февраля Макдональд дебютировал в составе своей новой команды, противником «Боро» в тот день был «Барнсли». Матч закончился победой «Мидлсбро» — 2:1.
16 февраля австралиец не забил пенальти в поединке, где его команда встречалась с «Блэкпулом». Свой первый гол за «Боро» Макдональд смог забить лишь через месяц, 13 марта, поразив ворота «Ньюкасл Юнайтед». 20 марта в матче против «Рединга» Скотт получил повреждение, которое вывело его из строя на две недели. Оправившись от травмы, австралиец забил три гола в первых пяти матчах после возвращения на поле, поразив ворота «Кристал Пэлас», «Шеффилд Уэнсдей» и «Ковентри Сити».
Следующий сезон Макдональд начал удачно, по разу огорчив вратарей клубов «Ипсвич Таун» и «Честерфилд» в дебютных поединках футбольного года. 23 апреля 2011 года Скотт оформил свой первый «хет-трик» за «Боро», трижды поразив ворота «Халл Сити».

### «Миллуолл»
23 июля 2013 года после того, как его контракт с «Мидлсбро» был расторгнут, Скотт подписал двухлетнее соглашение с «Миллуоллом». 21 сентября в игре с «Чарльтоном» Макдональд забил свой первый мяч за «докеров», принеся своей команде минимальную победу 1:0.

### Клубная статистика
| Клуб                        | Сезон                       | Чемпионат | Чемпионат | Кубок | Кубок | Кубок Лиги | Кубок Лиги | Плей-офф Лиги | Плей-офф Лиги | Еврокубки | Еврокубки | Итого | Итого |
| Клуб                        | Сезон                       | Игры      | Голы      | Игры  | Голы  | Игры       | Голы       | Игры          | Голы          | Игры      | Голы      | Игры  | Голы  |
| --------------------------- | --------------------------- | --------- | --------- | ----- | ----- | ---------- | ---------- | ------------- | ------------- | --------- | --------- | ----- | ----- |
| Джиппслэнд Фэлконс          | 1998/99                     | 3         | 0         | —     | —     | —          | —          | —             | —             | —         | —         | 3     | 0     |
| Всего за «Джиппслэнд»       | Всего за «Джиппслэнд»       | 3         | 0         | 0     | 0     | 0          | 0          | 0             | 0             | 0         | 0         | 3     | 0     |
| Крэнбурн Кометс             | 1999/00                     | 10        | 2         | —     | —     | —          | —          | —             | —             | —         | —         | 10    | 2     |
| Всего за «Крэнбурн»         | Всего за «Крэнбурн»         | 10        | 2         | 0     | 0     | 0          | 0          | 0             | 0             | 0         | 0         | 10    | 2     |
| Саутгемптон                 | 2001/02                     | 2         | 0         | —     | —     | 1          | 0          | —             | —             | —         | —         | 3     | 0     |
| Всего за «Саутгемптон»      | Всего за «Саутгемптон»      | 2         | 0         | 0     | 0     | 1          | 0          | 0             | 0             | 0         | 0         | 3     | 0     |
| Хаддерсфилд Таун            | 2002/03                     | 13        | 1         | —     | —     | 1          | 0          | —             | —             | —         | —         | 14    | 1     |
| Всего за «Хаддерсфилд Таун» | Всего за «Хаддерсфилд Таун» | 13        | 1         | 0     | 0     | 1          | 0          | 0             | 0             | 0         | 0         | 14    | 1     |
| Борнмут                     | 2002/03                     | 7         | 1         | —     | —     | —          | —          | 1             | 0             | —         | —         | 8     | 1     |
| Всего за «Борнмут»          | Всего за «Борнмут»          | 7         | 1         | 0     | 0     | 0          | 0          | 1             | 0             | 0         | 0         | 8     | 1     |
| Уимблдон                    | 2003/04                     | 2         | 0         | —     | —     | —          | —          | —             | —             | —         | —         | 2     | 0     |
| Всего за «Уимблдон»         | Всего за «Уимблдон»         | 2         | 0         | 0     | 0     | 0          | 0          | 0             | 0             | 0         | 0         | 2     | 0     |
| Мотеруэлл                   | 2003/04                     | 15        | 1         | 3     | 1     | —          | —          | —             | —             | —         | —         | 18    | 2     |
| Мотеруэлл                   | 2004/05                     | 27        | 15        | 1     | 0     | 4          | 0          | —             | —             | —         | —         | 32    | 15    |
| Мотеруэлл                   | 2005/06                     | 34        | 11        | —     | —     | 4          | 1          | —             | —             | —         | —         | 38    | 12    |
| Мотеруэлл                   | 2006/07                     | 32        | 15        | 3     | 1     | 2          | 0          | —             | —             | —         | —         | 37    | 16    |
| Всего за «Мотеруэлл»        | Всего за «Мотеруэлл»        | 108       | 42        | 7     | 2     | 10         | 1          | 0             | 0             | 0         | 0         | 125   | 45    |
| Селтик                      | 2007/08                     | 36        | 25        | 4     | 3     | 2          | 1          | —             | —             | 10        | 2         | 53    | 31    |
| Селтик                      | 2008/09                     | 34        | 16        | 3     | 1     | 4          | 1          | —             | —             | 6         | 1         | 47    | 19    |
| Селтик                      | 2009/10                     | 18        | 10        | —     | —     | 2          | 2          | —             | —             | 9         | 2         | 29    | 14    |
| Всего за «Селтик»           | Всего за «Селтик»           | 88        | 51        | 7     | 4     | 8          | 4          | 0             | 0             | 25        | 5         | 128   | 64    |
| Мидлсбро                    | 2009/10                     | 13        | 4         | —     | —     | —          | —          | —             | —             | —         | —         | 13    | 4     |
| Мидлсбро                    | 2010/11                     | 38        | 12        | —     | —     | 2          | 2          | —             | —             | —         | —         | 40    | 14    |
| Мидлсбро                    | 2011/12                     | 33        | 9         | 2     | 0     | 1          | 0          | —             | —             | —         | —         | 36    | 9     |
| Мидлсбро                    | 2012/13                     | 32        | 12        | 1     | 0     | 2          | 1          | —             | —             | —         | —         | 29    | 12    |
| Всего за «Мидлсбро»         | Всего за «Мидлсбро»         | 116       | 37        | 3     | 0     | 5          | 3          | 0             | 0             | 0         | 0         | 124   | 40    |
| Всего за карьеру            | Всего за карьеру            | 349       | 134       | 17    | 6     | 25         | 8          | 1             | 0             | 25        | 5         | 417   | 153   |

(откорректировано по состоянию на 2 августа 2013)

## Сборная Австралии
Скотт играл практически за все молодёжные сборные австралийцев. Принимал участие в молодёжном чемпионате мира 2003.
Свой первый матч за первую сборную Австралии Макдональд провёл 22 марта 2006 года — в рамках отборочного турнира к Кубку Азии 2007 «жёлто-зелёные» играли с Бахрейном.
11 мая 2010 года Скотт был включён в предварительный состав австралийской сборной на чемпионат мира 2010, однако 25 мая наставник команды «зелёного континента», Пим Веербек, решил не брать нападающего на «мундиаль». В конце того же года Макдональд был назван в числе двадцати трёх футболистов, которые были призваны защищать цвета «жёлто-зелёных» на Кубке Азии 2011, проходившем в январе 2011 года в Катаре. На турнире форвард провёл три игры — против Индии, Бахрейна и Ирака — и стал серебряным призёром турнира со своей командой, которая достигнув финала, уступила японцам в дополнительное время со счётом 0:1.
На сегодняшний день Скотт сыграл 26 матчей в составе сборной.

### Матчи и голы за сборную Австралии
| №  | Дата            | Место                                            | Оппонент         | Счёт       | Голы Макдональда | Соревнование                                                |
| 1  | 22 февраля 2006 | Национальный стадион Бахрейна, Манама, Бахрейн   | Бахрейн          | 3:1        | —                | Отборочный матч Кубка Азии по футболу 2007                  |
| 2  | 6 сентября 2006 | Национальный стадион Кувейта, Кувейт, Кувейт     | Кувейт           | 0:2        | —                | Отборочный матч Кубка Азии по футболу 2007                  |
| 3  | 24 марта 2007   | «Юксиушен», Гуанчжоу, Китай                      | Китай            | 2:0        | —                | Товарищеский матч                                           |
| 4  | 2 июня 2007     | «Телстра», Сидней, Австралия                     | Уругвай          | 1:2        | —                | Товарищеский матч                                           |
| 5  | 17 ноября 2007  | «Крэйвен-Коттедж», Лондон, Англия                | Нигерия          | 1:0        | —                | Товарищеский матч                                           |
| 6  | 6 февраля 2008  | «Телстра Доум», Мельбурн, Австралия              | Катар            | 3:0        | —                | Отборочный матч чемпионата мира по футболу 2010             |
| 7  | 1 июня 2008     | «Санкорп», Брисбен, Австралия                    | Ирак             | 1:0        | —                | Отборочный матч чемпионата мира по футболу 2010             |
| 8  | 7 июня 2008     | «Аль-Мактум», Дубай, ОАЭ                         | Ирак             | 0:1        | —                | Отборочный матч чемпионата мира по футболу 2010             |
| 9  | 19 августа 2008 | «Лофтус Роуд», Лондон, Англия                    | ЮАР              | 2:2        | —                | Товарищеский матч                                           |
| 10 | 15 октября 2008 | «Санкорп», Брисбен, Австралия                    | Катар            | 4:0        | —                | Отборочный матч чемпионата мира по футболу 2010             |
| 11 | 1 апреля 2009   | «ANZ», Сидней, Австралия                         | Узбекистан       | 2:0        | —                | Отборочный матч чемпионата мира по футболу 2010             |
| 12 | 10 июня 2009    | «ANZ», Сидней, Австралия                         | Бахрейн          | 2:0        | —                | Отборочный матч чемпионата мира по футболу 2010             |
| 13 | 17 июня 2009    | «Мельбурн Крикет Граунд», Мельбурн, Австралия    | Япония           | 2:1        | —                | Отборочный матч чемпионата мира по футболу 2010             |
| 14 | 12 августа 2009 | «Томонд Парк», Лимерик, Ирландия                 | Ирландия         | 3:0        | —                | Товарищеский матч                                           |
| 15 | 5 сентября 2009 | «Сеул Уорлд Кап Стэдиум», Сеул, Республика Корея | Республика Корея | 1:3        | —                | Товарищеский матч                                           |
| 16 | 24 мая 2010     | «Мельбурн Крикет Граунд», Мельбурн, Австралия    | Новая Зеландия   | 2:1        | —                | Товарищеский матч                                           |
| 17 | 3 сентября 2010 | «AFG Арена», Санкт-Галлен, Швейцария             | Швейцария        | 0:0        | —                | Товарищеский матч                                           |
| 18 | 7 сентября 2010 | Городской стадион, Краков, Польша                | Польша           | 2:1        | —                | Товарищеский матч                                           |
| 19 | 9 октября 2010  | Футбольный стадион Сиднея, Сидней, Австралия     | Парагвай         | 1:0        | —                | Товарищеский матч                                           |
| 20 | 17 ноября 2010  | Каирский международный стадион, Каир, Египет     | Египет           | 0:3        | —                | Товарищеский матч                                           |
| 21 | 5 января 2011   | «Шейх Халифа», Эль-Айн, ОАЭ                      | ОАЭ              | 0:0        | —                | Товарищеский матч                                           |
| 22 | 10 января 2011  | «Яссим ибн Хаммад», Доха, Катар                  | Индия            | 4:0        | —                | Кубок Азии по футболу 2011 (финальные игры, групповой этап) |
| 23 | 18 января 2011  | «Яссим ибн Хаммад», Доха, Катар                  | Бахрейн          | 1:0        | —                | Кубок Азии по футболу 2011 (финальные игры, групповой этап) |
| 24 | 22 января 2011  | «Яссим ибн Хаммад», Доха, Катар                  | Ирак             | 1:0 (д.в.) | —                | Кубок Азии по футболу 2011 (финальные игры, 1/4 финала)     |
| 25 | 10 августа 2011 | «Кардифф Сити», Кардифф, Уэльс                   | Уэльс            | 2:1        | —                | Товарищеский матч                                           |
| 26 | 15 августа 2012 | «Истер Роуд», Эдинбург, Шотландия                | Шотландия        | 1:3        | —                | Товарищеский матч                                           |

Итого: 26 матчей / 0 голов; 17 побед, 3 ничьи, 6 поражений.
(откорректировано по состоянию на 15 августа 2012)

### Сводная статистика игр/голов за сборную
| Сборная          | Год              | Отборочные матчи ЧМ | Отборочные матчи ЧМ | Финальные матчи ЧМ | Финальные матчи ЧМ | Отборочные матчи КА | Отборочные матчи КА | Финальные матчи КА | Финальные матчи КА | Товарищеские матчи | Товарищеские матчи | Итого | Итого |
| Сборная          | Год              | Игры                | Голы                | Игры               | Голы               | Игры                | Голы                | Игры               | Голы               | Игры               | Голы               | Игры  | Голы  |
| ---------------- | ---------------- | ------------------- | ------------------- | ------------------ | ------------------ | ------------------- | ------------------- | ------------------ | ------------------ | ------------------ | ------------------ | ----- | ----- |
| Австралия        | 2006             | —                   | —                   | —                  | —                  | 2                   | 0                   | —                  | —                  | —                  | —                  | 2     | 0     |
| Австралия        | 2007             | —                   | —                   | —                  | —                  | —                   | —                   | —                  | —                  | 3                  | 0                  | 3     | 0     |
| Австралия        | 2008             | 4                   | 0                   | —                  | —                  | —                   | —                   | —                  | —                  | 1                  | 0                  | 5     | 0     |
| Австралия        | 2009             | 3                   | 0                   | —                  | —                  | —                   | —                   | —                  | —                  | 2                  | 0                  | 5     | 0     |
| Австралия        | 2010             | —                   | —                   | —                  | —                  | —                   | —                   | —                  | —                  | 5                  | 0                  | 5     | 0     |
| Австралия        | 2011             | —                   | —                   | —                  | —                  | —                   | —                   | 3                  | 0                  | 2                  | 0                  | 5     | 0     |
| Австралия        | 2012             | —                   | —                   | —                  | —                  | —                   | —                   | —                  | —                  | 1                  | 0                  | 1     | 0     |
| Всего за карьеру | Всего за карьеру | 7                   | 0                   | 0                  | 0                  | 2                   | 0                   | 3                  | 0                  | 14                 | 0                  | 26    | 0     |

(откорректировано по состоянию на 15 августа 2012)

## Достижения
«Селтик»
- Чемпион Шотландии: 2007/08
- Обладатель Кубка шотландской лиги: 2008/09

Сборная Австралии
- Серебряный призёр Кубка Азии: 2011

### Личные достижения
- Игрок месяца шотландской Премьер-лиги (3): сентябрь 2004, сентябрь 2007, март 2009
- Лучший игрок года по версии «BBC Sportsound»: 2007
- Лучший бомбардир чемпионата Шотландии: 2007/08